# Old, Hungary
Old là một thị trấn thuộc hạt Baranya, Hungary. Thị trấn này có diện tích 14,07 km², dân số năm 2010 là 363 người, mật độ 26 người/km².